# The Good Fight
The Good Fight är en amerikansk juridisk webb-tv-serie som produceras för CBS:s streaming-tjänst CBS All Access. Det är CBS All Acesses första originalmanuskript serie. Serien som skapats av Robert King, Michelle King, och Phil Alden Robinson—är en uppföljare/spin-off till The Good Wife, som skapades av paret Kings. Den första säsongen innehåller 10 avsnitt, och hade premiär den 19 februari 2017.
Femte säsongen hade premiär den 24 juni 2021. I juli 2021 förnyades serien för en sjätte säsong som i maj 2022 avslöjades vara den sista. Den hade premiär den 8 september 2022.

## Handling
Serien handlar främst om berättelserna om de tre kvinnliga huvudrollerna - Diane, Lucca och Maia  – och innehåller betydande politiska och sociala kommentarer, där man utforskar aktuella frågor som alt-right, metoo, online trakasserier och fejknyheter. Förutom att börja igen i en ny firma med sin egen kontorpolitik att hantera, måste långvariga demokraten Diane navigera i en värld som hon knappast känner igen, och blir allt mer orolig av Trump-era-politiken och hans administrations handlingar. Lucca Quinn, en tidigare anställd av Diane, har hittat fast stöd vid Reddick, Boseman & Lockhart och är en stigande stjärna på partnerspåret, som balanserar hennes hängivenhet till sitt arbete och ett romantiskt intrasslande med den amerikanska advokaten Colin Morello, ett ofta motsatta råd. Samtidigt försöker Maia, Dianes guddotter, få sin juridiska karriär till en bra start, medan hon pressas av FBI för påstådd inblandning i sin fars Ponzibedrägeri.

## Rollista

### Huvudroller
- Christine Baranski som Diane Lockhart, hon förlorar sina besparingar efter en enorm finansiell bluff och ansluter sig till Reddick, Boseman & Kolstad, en av Chicagos främsta advokatbyråer.[8] Under säsong två blir Diane en namnpartner i omdöpta Reddick, Boseman & Lockhart.
- Rose Leslie som Maia Rindell (säsong 1–3),[9] Dianes guddotter, som ansluter sig till Reddick, Boseman & Lockhart som en associerad precis efter att ha passerat sin advokatexamen.[10]
- Erica Tazel som Barbara Kolstad (säsong 1; gäst säsong 2), en namnpartner på Reddick, Boseman & Kolstad som lämnar firman i början av den andra säsongen.[11]
- Cush Jumbo som Lucca Quinn (säsong 1–4; gäst säsong 5), en associerad medlem som arbetar med Diane och Maia på Reddick, Boseman & Lockhart.[12]
- Delroy Lindo som Adrian Boseman (säsong 1–4; gäst säsong 5), en advokat som erbjuder Diane ett jobb hos sin advokatbyrå efter hennes ekonomiska problem och en namnpartner på Reddick, Boseman & Lockhart.[13]
- Sarah Steele som Marissa Gold, Diane Lockharts assistent, som finner att hon har en talang för att utreda.[14]
- Justin Bartha som Colin Morrello (säsong 1–2), en framgångsrik advokat på den amerikanska advokatbyrån som senare blir far till Luccas son.[15]
- Nyambi Nyambi som Jay DiPersia (säsong 2–6; återkommande säsong 1), en utredare för Reddick, Boseman & Lockhart.[16]
- Michael Boatman som Julius Kain (säsong 2–6; återkommande säsong 1), en hanteringspartner för Reddick, Boseman & Lockhart och Dianes tidigare partner vid Lockhart/Gardner. Senare blir han federal domare.
- Audra McDonald som Liz Lawrence (säsong 2–6), en före detta amerikansk advokat och ex-fru till namnpartnern Adrian Boseman, som kommer till firman som namnpartner efter hennes fars död.[17]
- Michael Sheen som Roland Blum (säsong 3), en karismatisk ny advokat som arbetar med Maia vid en mordrättegång.[18]
- Zach Grenier som David Lee (säsong 4–5; gäst säsong 1), den tidigare hånfulla chefen för familjerätt vid Dianes tidigare firma Lockhart Gardner. Han är nu partner på STR Laurie, en internationell firma som har köpt Reddick, Boseman & Lockhart.[19]
- John Larroquette som Gavin Firth (säsong 4), "en toppartner på den mäktiga, multinationella advokatbyrån STR Laurie, som har förvärvat Reddick, Boseman & Lockhart."[20]
- Charmaine Bingwa som Carmen Moyo (säsong 5–6), en ny advokat på Reddick, Boseman & Lockhart.[21]
- Mandy Patinkin som Hal Wackner (säsong 5), en lekman utan juridisk utbildning som öppnar en domstol på baksidan av en kopieringsbutik.[22]
- John Slattery som Dr. Lyle Bettencourt (säsong 6), en läkare som ger medicinsk terapi för att hjälpa Diane att slappna av
- Andre Braugher som Ri'Chard Lane (säsong 6), en ny namnpartner installerad på firman av STR Laurie

### Återkommande roller
- Zachary Booth som Jerry Warshofsky (säsong 1–2)
- Gary Cole som Kurt McVeigh[23]
- Corey Cott som Tom C. Duncan (säsong 1–2)
- Paul Guilfoyle som Henry Rindell (säsong 1–2)[24]
- Jane Lynch som Madeline Starkey (säsong 1–2 & 5)
- Andrea Martin som Francesca Lovatelli (säsong 1–3)
- Tom McGowan som Jax Rindell (säsong 1)
- John Cameron Mitchell som Felix Staples (säsong 1, 3–4 & 6)
- Matthew Perry som Mike Kresteva (säsong 1)[25]
- Bernadette Peters som Lenore Rindell (säsong 1–2)[24]
- Carrie Preston som Elsbeth Tascioni (säsong 1–2 & 6)[26]
- Fisher Stevens som Gabriel Kovac (säsong 1–2, 4)
- Alan Alda som Solomon Waltzer (säsong 2–3)
- Margo Martindale som Ruth Eastman (säsong 2 & 5)
- Tim Matheson som Tully (säsong 2)
- Mike Pniewski som Frank Landau (säsong 2–4 & 6)
- Keesha Sharp som Naomi Nivola (säsong 2–3)
- Kate Shindle som Rachelle Max (säsong 3)
- Hugh Dancy som Caleb Garlin (säsong 4 & 5)
- Wayne Brady som Del Cooper (säsong 5 & 6)[27]
- Wanda Sykes som Allegra Durado (säsong 5)[28]
- Tony Plana som Oscar Rivi (säsong 5 & 6)
- Ben Shenkman som Ben-Baruch (säsong 6)
- Phylicia Rashad som Renetta Clark (säsong 6)[29]

## Produktion

### Utveckling
I februari 2016, Michelle och Robert King, när de blev frågade om en spin-off, uppgav att det fanns en möjlighet för en spin-off serie. I maj 2016, var CBS i de slutliga förhandlingarna för att inrätta en spin-off med Christine Baranski, men som skulle sända på CBS All Access istället för nätverket. Spin-offen var officiellt beställd till serie den 18 maj, med Cush Jumbo som också skulle återvända. Efter månader av spekulationer, avslöjade CBS titeln för spin-off-serien, vilket avslöjades att vara The Good Fight, den 31 oktober 2016. Det meddelades att The Good Fight skulle ha premiär den 19 februari 2017. CBS släppte den första trailern för spin-offen den 18 december 2016, med bilder från premiären och senare avsnitt.
Från och med säsong 2-finalen, och mer framträdande under säsong 3, har avsnitt alltmer visat animerade musikvideosegment skrivna av Jonathan Coulton och producerade av Head Gear Animation, som diskuterar ämnen som är relevanta för ett avsnitt. Coulton påpekade att han delade paret Kings 'känslighet av att verkligen gilla att krossa med formen själv och prata lite genom den fjärde väggen", och har fått en relativ mängd kreativ frihet när det gäller innehållet i mellanspelen. Emellertid begärde CBS att ett segment skulle tas bort från ett avsnitt från säsong 3 som diskuterade censur i Kina.

### Rollbesättning

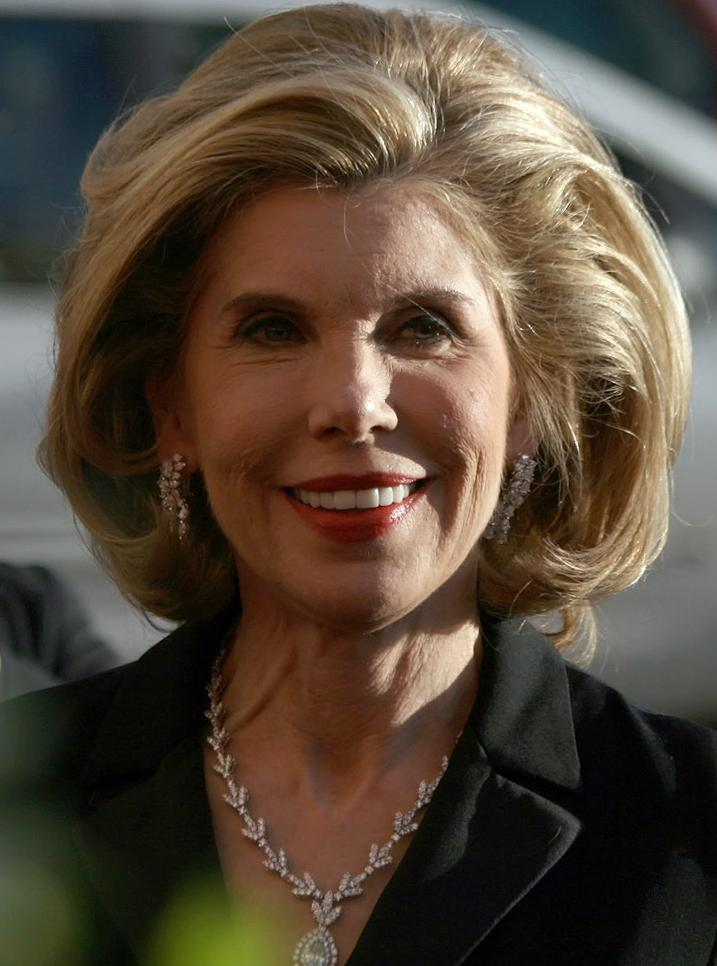
Christine Baranski spelar huvudrollen som Diane Lockhart.

I maj 2016 var CBS i slutliga förhandlingar med Christine Baranski för att återupprepa sin roll som Diane Lockhart och Cush Jumbo för att också återupprepa hennes roll. Efter att serien plockades upp meddelades att Jumbo skulle återupprepa sin roll som Lucca Quinn. Deadline meddelade den 17 september 2016 att Sarah Steele hade lagts till på rollistan, återvänder som Marissa Gold och framträder som Diane Lockharts sekreterare som blev utredare. Den 12 oktober 2016 meddelades att den tidigare Game of Thrones-stjärnan Rose Leslie hade rollbesätts för att spela en huvudroll i serien, rollen som Dianes guddotter Maia som ansluter sig till Dianes firma.
Dagen efter meddelade The Hollywood Reporter att Delroy Lindo hade rollbesätts som "Robert" Boseman, en advokat som börjar stjäla Dianes medarbetare och klienter. Förnamnet på Lindos karaktär ändrades till "Adrian". Deadline rapporterade den 27 oktober 2016 att serien hade lagt till Paul Guilfoyle och Bernadette Peters för återkommande roller som Maias föräldrar. Guilfoyle skulle spela Maias far Henry, en mycket framgångsrik ekonomisk rådgivare som är fenomenalt rik och universellt älskad. Peters karaktär Lenore beskrevs som en kvinna som kom från en tuff arbetarklassbakgrund.

## Mottagande
The Good Fight har fått omfattande uppskattande från kritiker. Rotten Tomatoes tilldelade den första säsongen med ett betyg på 98% baserat på recensioner från 54 kritiker och ett genomsnittligt betyg på 8.18/10. På Metacritic fick den första säsongen ett poäng på 80 baserat på recensioner från 25 kritiker, vilket indikerar "generellt gynnsamma recensioner".
Emily VanDerWerff från Vox.com berömde showens användande av politiska teman, och kommenterade att The Good Wife var en kommentar till "liberal hyckleri" och karaktären av moralisk kompromiss, framstår The Good Fight som ett mycket mer seriöst "försvar av liberala värderingar", vilket ger showen ett tvingande "skäl att existera".
Den fjärde säsongen har ett godkännande betyg på 100% på Rotten Tomatoes, baserat på 16 recensioner, med ett genomsnittligt betyg på 9/10.